# Rainer Pinnow
Rainer Pinnow (* 4. Juni 1950 in Wilhelmshaven) ist ein deutscher Arzt und Sanitätsoffizier der Bundeswehr im Dienstgrad Admiralarzt im Ruhestand. Vom 1. Oktober 2006 bis 30. Juni 2012 war er in seiner letzten Verwendung „Admiralarzt der Marine“.

## Werdegang
Pinnow trat nach dem Abitur im Jahr 1970 als Reserveoffizieranwärter in die Marine ein. Er studierte Chemie und Humanmedizin an der Rheinischen Friedrich-Wilhelms-Universität Bonn und der Universität Hamburg. Nach dem Examen im Jahr 1980 war er in der Chirurgie und Inneren Medizin des Bundeswehrkrankenhaus Hamburg eingesetzt. Im Jahr 1982 promovierte er an der Universität Hamburg.
Es folgten Verwendungen als Fachleiter Sanitätsdienst an der Marineversorgungsschule, als Leiter des Marinesanitätszentrums Wilhelmshaven, am US-amerikanischen National Naval Medical Center, als Gruppenleiter im Marineamt, als Leiter der Sanitätsdienste (LSD) der Zerstörerflottille und als Leitender Sanitätsoffizier im Streitkräfteamt. Im Anschluss war er von Januar 2004 bis zum Antritt seiner letzten Verwendung Leiter des Schifffahrtmedizinischen Instituts der Marine.
Admiralarzt Pinnow ist verheiratet und Vater einer Tochter und eines Sohnes.